# Битва при Марчано
Битва при Марча́но (итал. Battaglia di Marciano; итал. Battaglia di Scannagallo) — сражение Итальянской войны (1551—1559), состоявшееся возле Марчано-делла-Кьяна 2 августа 1554 года. В результате этого сражения прекратила своё существование Сиенская республика, поглощённая Флорентийским герцогством.

## Предыстория
В 1554 году герцог Флоренции Козимо Медичи при поддержке императора Карла V начал военную кампанию против последнего соперника Флоренции — Сиенской республики (поддерживавшей воевавшую с императором Францию). Флорентийскую армию возглавил Джанджакомо Медичи (известный под прозвищем «Медегино» — «маленький Медичи»). Имперско-флорентийские войска разделились на три корпуса: Федерико Барболани ди Монтауто с 800 солдатами высадился в южной Тоскане для завоевания Гроссето, Родольфо Бальони с 3000 человек вторгся через долину Валь-ди-Кьяна для завоевания Кьюзи, Пьенцы и Монтальчино, а основные силы под командованием самого Медегино, состоящие из 4500 пехотинцев, 20 пушек и 1200 сапёров, разместились в Поджибонси для главной атаки на Сиену.
Сиенцы доверили защиту генералу французской службы Пьеро Строцци. В боевых действиях на стороне сиенцев приняли участие французские войска, а также перешедшие от Медичи тосканцы.
Флорентийские войска подошли к Сиене в ночь на 26 января 1554 года. После провала первой атаки Джанджакомо Медичи начал осаду, хотя у него не было достаточно людей для полной блокады города. Бальони и Монтауто не смогли взять Пьенцу и Гроссето. Французские суда угрожали флорентийской линии снабжения, проходящей через Пьомбино. В ответ Козимо нанял Асканио делла Корния с 6000 пехоты и 300 конников, и стал ждать имперских подкреплений.
Чтобы ослабить давление на Сиену, Строцци предпринял 11 июня вылазку, оставив в городе часть французских войск. Он двинулся на Понтедеру, вынудив Медегино снять осаду и пойти за ним, что не помешало Строцци соединиться у Лукки с французским контингентом из 3500 пехоты, 700 кавалерии и 4 пушек. 21 июня Строцци захватил Монтекатини-Терме, но не рискнул ввязаться в бой с Медичи, выжидая французских подкреплений из Виареджо. У Строцци в тот момент было 9500 пехоты и, вероятно, 1200 кавалерии, в то время как Медичи имел 2000 испанской, 3000 германской и 6000 итальянской пехоты и 600 кавалерии, а на соединение с ним двигались новые подкрепления из Испании и Корсики.
Строцци вернулся в Сиену, где ситуация со снабжением становилась критической. Единственным портом, через который французы могли перебрасывать подкрепления в Сиену, был Пьомбино, но взять его Строцци не удалось.
17 июля, полагая, что лишь генеральное сражение может спасти город, он совершил третью вылазку через Вальдикьяна в направлении Ареццо, оставив гарнизоном 1000 пехоты и 200 кавалерии под командованием Блеза де Монлюка. Полевая армия из 14 000 пехоты, 1000 кавалерии и 5 пушек смела небольшие флорентийские гарнизоны, но не смогла 20 июля взять Ареццо. В следующие дни Строцци занял Лучиньяно, Марчано-делла-Кьяна, Фояно-делла-Кьяна и другие населённые пункты. После нескольких дней бездействия Медегино снял осаду Сиены и двинулся за Строцци.

## Ход битвы
В ночь на 1 августа Строцци, испытывавший проблемы с продовольствием, вернулся к Лучиньяно. Утром выяснилось, что ему придётся сражаться с вставшими у него на пути имперско-флорентийскими войсками.
Правый фланг Строцци сформировала 1000 франко-сиенских кавалеристов. В центре разместились 3000 ландскнехтов с 3000 швейцарцев позади них и 3000 французов слева. На левом фланге разместились 5000 итальянской пехоты под командованием Паоло Орсини. Армия Строцци заняла пологий склон холма, понижавшегося к ручью Сканнагалло.
Медичи разместил на левом фланге 1200 лёгкой кавалерии и 300 тяжёлой кавалерии под командованием Маркантонио Колонна. В центре разместились 2000 испанской пехоты (ветераны) и 4000 германских ландскнехтов под командованием Никколо Мадруццо. На правом фланге встали 4000 флорентийской пехоты, 2000 испанской и 3000 римской (плохо подготовленные), позади трёх рядов пехоты разместилась артиллерия. В резерве находились 200 испанских солдат-ветеранов и рота неаполитанских конных аркебузеров.
Битва началась с атаки кавалерийского крыла Медичи, легко рассеявшего своих франко-сиенских противников, которые побежали к Фояно. Чтобы компенсировать эту неудачу, Строцци двинул вниз с холма германскую пехоту центра. Началась рукопашная схватка, но имперская артиллерия внесла хаос в ряды противника. Когда Медичи также отдал приказ к атаке, среди германцев и швейцарцев Строцци началась паника, а когда тяжёлая кавалерия Колонны, отогнав противника, вернулась и атаковала германцев с тыла, те обратились в бегство. Французская пехота сохранила боевой порядок и, будучи окружённой, защищалась до конца. Строцци получил три ранения и был вынесен с поля боя охраной.
Битва длилась два часа. Сиенские потери составили 4000 убитыми и 4000 ранеными или пленными.

## Итоги и последствия
Отвоевав после битвы близлежащие крепости, Медичи сумел обложить Сиену более плотно. Не получая снабжения и подкреплений, 17 апреля 1555 года Сиена капитулировала. Сиенская республика перестала существовать.